# Bamingui-Bangoran Nationalpark og Biosfærereservat
Bamingui-Bangoran Nationalpark er en kombineret nationalpark og biosfærereservat beliggende i den nordlige region af Den Centralafrikanske Republik . Den udgør en del af Guinea-Congo-skovens biom. Vassako Bolo naturreservat ligger midt i parken.

## Historie
Nationalparken blev etableret i 1993. I 2012 blev parken erobret af Séléka (en)-oprørere, hvilket førte til at den forfaldt. I 2018 begyndte parkbetjente ansat af Wildlife Conservation Society at patruljere parken. Den 18. december 2018 stødte parkbetjente sammen med oprørere under jagt. En oprører blev dræbt, og de tre andre flygtede.

## Geografi og miljø
Nationalpark- og biosfærereservatet ligger i landets centrale nordlige del, vest for administrationsbyen N'Délé og tæt på grænsen til Tchad. Den kan nås fra hovedstaden Bangui og ligger vest for Manovo-Gounda St. Floris Nationalpark og har en højere tæthed af, og et større antal vilde dyr end Manovo-Gounda.
Nationalparken har et areal på 10.700 km2 og ligger inden for det fytogeografiske område i Midtsudanien i Den Centralafrikanske Republik. Det ligger på et plateau i en højde af mellem 400 og 500 moh. Dens vandveje løber mod nordvest til Chari-floden. Bamingui-flodens venstre breds flodslette er beskyttet på en strækning af 202 km, ligesom 105 km flodslette ved Bangoran-floden. En relativt lille sektion på omkring 30 km på Bangors højre bred, er undtaget fra beskyttelse.
Området har regntid fra maj-oktober i de sydlige egne, mens den aftager til juni-september i de nordligere områder. Der kan være fugtigt hele året rundt. 

### Flora og fauna
Bamingui-Bangorans primære økosystem er karakteriseret som tropiske tørre eller løvfældende skove, mens de primære levesteder og landdække er tørre skove, skovklædte savanner og galleriskove. Træerne omfatter Terminalia, Isoberlinia doka og Anogeissus.
Endemisme er set hos store pattedyr, og synes at være forbundet med isolationen i Chari- Logone-flodsystemets pleistocæn. Parken var også et tilholdssted for det nu uddøde vestlig sort næsehorn (en) der har været uddødt i landet siden 1986. Hyænehunden betragtes som truet, mens sudanesisk gepard, den centralafrikanske løve og den afrikanske manat er klassificeret som sårbare. Ifølge Spinage er bestanden af antiloper i parken faldet markant siden 1960.
Parken er blevet udpeget som et vigtigt fugleområde (IBA) af BirdLife International, fordi den understøtter betydelige bestande af mange fuglearter. Orangehovedet dværgpapegøje findes her og i Nigerias Gashaka Gumti Nationalpark.
Nationalparken huser blandt padderne mascarene græsfrø, spidssnudet vandfrø, Schilluk-rygfrø, og mange andre.

### Trusler
Økologiske trusler mod parkreservatet omfatter udenlandsk tømmer- og minedriftskoncessioner, krybskytteri og rydning til landbrugsjord.